# Patologia especial
Patologia especial é o ramo da Patologia que estuda as doenças agrupando-as através de um determinado órgão ou sistema (Patologia do sistema respiratório, Patologia da cavidade oral) ou ainda por seus mecanismos etiopatogênicos, como por exemplo a patologia das doenças produzidas por fungos, Patologia das doenças causadas por radiações), dentre outras. 
Nos currículos de graduação Medicina, a disciplina Patologia Especial ou dos Sistemas às vezes é denominada Anatomia Patológica Especial ou simplesmente Anatomia  Patológica. Além da ênfase ao componente morfológico das doenças, nestas disciplinas também são abordados os aspectos etiogenéticos e fisiopatológicos das doenças, indispensáveis para o bom diagnóstico clínico, para a determinação de estratégias preventivas das doenças, assim como para a instituição dos corretos meios de terapêutica a cada caso.